# Tatort: Flash
Flash ist ein Fernsehfilm aus der Krimireihe Tatort. Der vom Bayerischen Rundfunk produzierte Beitrag ist die 1205. Tatort-Episode und wurde am 19. Juni 2022 im SRF, im ORF und im Ersten ausgestrahlt. Das Münchner Ermittlerduo Batic und Leitmayr ermittelt in seinem 90. Fall.

## Handlung
Alois Meininger wird nach über 30 Jahren Haft wegen Mordes an Sandra Kühn aus dem Gefängnis entlassen. Kurz darauf geschieht ein weiterer Mord, bei dem Parallelen zum Mord von 1987 erkennbar sind. Batic und Leitmayr versuchen, mit Hilfe von Meiningers früherem Therapeuten Dr. Prinz Hinweise auf den Aufenthaltsort des Straftäters zu bekommen. Doch Dr. Prinz ist mittlerweile an Demenz erkrankt und lebt bei seiner Tochter Nele.
Zusammen mit dem Neuropsychologen Prof. Vonderheiden wird Prinz’ ehemaliger Praxisraum als Kulisse wieder aufgebaut und der demente Proband hineingeführt. Die Kommissare hoffen, ihm so wertvolle Hinweise über Meiningers Aufenthaltsort entlocken zu können. Dabei stellt sich heraus, dass die Ermittler auch eine andere Person als Täter in Betracht ziehen. Meininger hatte stets seine Unschuld beteuert und Dr. Prinz als Mitwisser seiner Phantasien für den Täter gehalten. Meininger erscheint bei der Privatklinik, die Vonderheiden führt, und wird dort festgenommen.
In der Nacht führen die Kommissare Vonderheiden zur ehemaligen Diskothek Flash. Dort war vor 30 Jahren das Opfer seinem Mörder begegnet, dort war auch der junge Vonderheiden häufig zu Gast, der zu dieser Zeit ein Praktikum bei Dr. Prinz machte und daher auch Zugang zu den Behandlungsprotokollen von Meininger hatte. In einem Flashback erlebt Vonderheiden erneut, wie Sandra Kühn ihn zum Flussufer führt. Dort hat er sie vergewaltigt und erwürgt und später einen Schopf ihrer Haare verbrannt.
Im Verhör offenbaren die Kommissare, dass sie von Anfang an davon ausgegangen waren, dass Vonderheiden Sandra Kühn getötet hatte. Nachdem er dies gestanden hat, erfährt er, dass der zweite Mord von der Polizei vorgetäuscht worden war. Die „Tote“ auf dem Foto war eine Polizistin, die Vonderheiden schließlich abführt.

## Hintergrund
Der Film wurde vom 8. April 2021 bis zum 10. Mai 2021 in München und Umgebung gedreht.

## Rezeption

### Kritiken
Christian Buß von Der Spiegel wertete: „Regisseur Kleinert inszeniert mit starkem Rhythmus und achtet auch im Testosteronnebel im wiedererweckten »Flash« auf Details. Allerdings hat sein Krimi ein Konstruktionsproblem: Indem sich die Geschichte im Laufe des doppelbödigen Plots von verlorenen Erinnerungen zu verdrängten Erinnerungen verschiebt, was ja zwei unterschiedliche Dinge sind, verliert der ganze bis dahin so klug in Szene gesetzt [sic!] Demenz-Aspekt seine Schärfe.“
Bei der Süddeutschen Zeitung urteilte Holger Gertz: „Der Tatort erklärt Therapieformen, taucht damals ab und diesmal auf, will aber auch ein Krimi sein, noch dazu ein voll ambitionierter, bei dem am Ende alles anders ist als es anfangs scheint. Dabei gerät die Konstruktion ins Schlingern, und schließlich wird auch nicht mehr klar unterschieden zwischen den verlorenen Erinnerungen des einen Mannes und den verdrängten Erinnerungen eines anderen.“
Heike Hupertz von der Frankfurter Allgemeinen Zeitung meinte: „Experimentelle Kriminalistik: Der Münchner ‚Tatort: Flash‘ reist in bröckelnde Gedankenwelten und führt den Zuschauer gekonnt aufs Glatteis.“
In der Abendzeitung urteilte Philipp Seidel: Tatort: Flash „nimmt sich recht viel vor und braucht dafür ziemlich viele Quasi-Hauptpersonen: Er erzählt mit allerlei Rückblenden die Geschichte eines Frauenmörders, eines Justizirrtums, einer psychologischen Therapie von Demenzkranken, einer pflegenden Angehörigen und deren Leid und Last, einer raffinierten Polizeistrategie und eines alten Clubs.“
Rainer Tittelbach von Tittelbach.tv schrieb: „Die Idee zum ‚Tatort – Flash‘ […] nimmt nicht nur Bezug auf ein aufregendes neurologisches Experiment, sie erschließt auch neue dramaturgische Möglichkeiten. Die immergleichen Befragungen und Vernehmungen werden durch differenziertere Gespräche ersetzt – nur, bringt das die Ermittlungen weiter? Das, was in dem bestechend inszenierten Film von Andreas Kleinert nachhallt, das sind die Interaktionen, die nostalgischen Momente und es ist Whole Lotta Love, das sich wie ein Urschrei über die Mordszene legt. Räume als Orte der Identitäts-Suche. Design als Lustobjekt. Kommunikation als toxisches Spiel. Nur was die Dramaturgie angeht, bleibt nach dem vermeintlich cleveren Final-Twist ein bitterer Nachgeschmack.“

### Einschaltquoten
Die Erstausstrahlung von Flash am 19. Juni 2022 wurde in Deutschland von 6,85 Millionen Zuschauern gesehen und erreichte einen Marktanteil von 25,5 % für Das Erste.